# Чукотский (мыс)
Мыс Чукотский — мыс на юго-востоке Чукотского полуострова при восточном входе в бухту Провидения, омывается Беринговым морем. По мысу Чукотскому проводится северная граница Анадырского залива.
Относится к территории Провиденского района Чукотского автономного округа России.
Мыс целиком входит в состав национального парка «Берингия».
Скальными уступами высотой до 300—400 м мыс обрывается к морю массивом мезозойско-кайнозойских гранитов горы Останец (638 м). Здесь характерны плоские вершинные поверхности, нагорные террасы, многочисленные скальные останцы — кекуры. В распадках формируются узкие галечные пляжи, а также встречаются узкие, вытянутые вдоль берега фрагменты морских террас. В морской акватории вдоль мыса расположены буруны.
На скалах мыса находится птичий базар общей численностью приблизительно 1 тыс. особей, гнездятся глупыш, берингов баклан, моевка, кайры, тихоокеанский чистик, ипатка. На небольших пляжах у подножия мыса Чукотского выходят на берег сивучи.
У мыса находится древнеэскимосское поселение Югагагыт.